# Fender Stratocaster
Gitara Fender Stratocaster, popularno zvana samo Strat, vrlo je znani model električne gitare, koji su 1954. godine konstruirali George Fullerton, Leo Fender i Freddie Tavares za tvrtku Fender Electric Instrument Manufacturing Company. Taj model gitare proizvode i danas: on je bio i ostao svojevrsni pojam vrhunskoga glazbala u svijetu popularne glazbe 20. stoljeća. Fender Stratocaster su svirali mnogi poznati gitaristi rock and roll, country i pop glazbe. Uz modele električnih gitara Gibson Les Paul, Gibson SG i Fender Telecaster, taj je model jedan od najrabljenijih i općenito predstavlja jedan od najprepoznatljivijih modela električne gitare. Danas to električno glazbalo ima kultni status, pa su pojedini rani primjerci predmet žudnje mnogih kolekcionara i muzejskih zbirki diljem svijeta. Dizajn Stratocastera danas se smatra pravim klasikom u industrijskom dizajnu gitara svih vremena.

## Povijest

#### Fender 1985. – 1998. godine
Vlasništvo nad Fender kompanijom 1985. godine preuzeo je Bill Schultz, nakon čega je počela nova era izrade Fender gitara, koje svojim kvalitetom vraćaju stari sjaj imenu Fender. Kupovinom Fendera nije bio obuhvaćen pogon za proizvodnju gitara u Fullertonu, pa je proizvodnja novih gitara započela u novoj tvornici u Coroni (32 km od Fullertona). U toku ovog perioda nije se prekidalo s proizvodnjom u ostalim tvornicama izvan SAD-a. U novoj tvornici je u početku radilo 10 zaposlenika, i proizvodili su 5 gitara na dan, dok je u tvornici u Fullertonu radilo 135 ljudi i dnevno su proizvodili više od 200 gitara. U tom trenutku čelnici kompanije odlučili su da krenu s proizvodnjom reizdanja Stratocastera iz 1957. s javorovim vratom. Nešto prije (1952. godine) model Telecastera je bio s vratom od javora, te reizdanje modela Stratocaster gitare iz 1962. godine s hvataljkom od palisandera. Fender Precision Bass se pojavljuje već 1957. godine s javorovim vratom, a zatim 1962. godine i s vratom od palisandera. Iste godine takve promjene se nalaze i na vratu Fender Jazz Bass-a. Ovakvi projekti bili su presudni za opstanak tvornice. Tih prvih godina (1982. – 1984.) izašla je serija poznata kao American Vintage Reissues i smatrala se najboljim Fenderovim proizvodom do 1984. godine. 
U svojoj originaloj formi do 1957. godine, Stratocaster je ponuđen na tržištu u dvobojnoj sanburst obradi, zajedno s duboko izrezanim tijelom od jasena, vratom od javora s 21 pragom, nalijepljenim crnim točkama na hvataljci i Clason mašinicama. Nedugo potom Fender je počeo izrađivati tijela i od johe. U ponudi su bile potpuno drugačije boje, tzv. Dupontove auto boje, koje nisu bile standardizirane sve do 1960. godine. Gitare u takvim bojama bile su rađene po posebnom zahtjevu naručitelja, koji su za to plaćali 5% više na ukupnu cijenu gitare.
Stratocaster gitare često su kopirane, tako da se termin 'Strat', iako zaštitno ime Fendera, koristi kao opći pojam za opisivanje tipa gitara sličnog oblika i karakteristika.

## Konstrukcija
Fender Stratocaster je električna gitara punog tijela s dvostrukim presjekom i produženim rogom zbog postizanja boljeg balansa prilikom sviranja u stojećem položaju.
Dizajn Stratokastera je uglađeniji, zakrivljeni oblik tijela drugačiji je od ravnog, ili pak 'pločastog dizajna' u primjeru Telecastera. Tijelo je karakteristično po zakrivljenim linijam s prednje i zadnje strane, radi lakšeg sviranja i slabijeg zamaranja ruke. Ploča je pričvršćena s 8 vijaka na tijelu gitare. To je bio jedinstven koncept, što je omogućilo lakši pristup elektronici koja je ugrađena ispod ploče. Jedino je priključak za utikač kabela gitare bio odvojen. Daljnje konstantno usavršavanje dizajna Stratocaster gitare (kako Fenderovih originala tako i kopija) donijele su do poboljšanja svirljivosti i samog zvuka gitare. Vrat od jednog komada javora je posebno urađen, a glava vrata gitare je znatno šira u odnosu na model Telecaster. Žice se ugrađuju kroz samo tijelo gitare i pokretni most, koji je pričvršćen oprugama. Originalni Stratocasteri su bili opremljeni s 5 opruga koje su zatezale most u odnosu na tijelo gitare. Mnogi glazbenici su skidali po dvije opruge i zatezali zavrtnje kako bi omogućili plutanje mosta. U takvom položaju na most se mogla ugraditi tremolo ručica. U tom slučaju bi se povisio ili snizio određeni odsvirani ton. Neki glazbenici, kao na primjer Eric Clapton, izbjegavali su prakticirati ovu mogućnost plutajućeg mosta i često bi blokirali most uz pomoć komada drveta. Neke Stratocaster gitare imaju fiksirani most, i one su poznate pod nazivom hard tail (tvrdi rep).
Gitare Stratocaster na tijelu imaju tri jednostruka elektromagneta, koji su originalno birani uz pomoć trostrukog kliznog preklopnika. Gitaristi su vrlo brzo otkrili da ako bi ukočili preklopnik između prve i druge pozicije, bio bi aktivan elektromagnet iznad mosta i srednji elektromagnet; isto tako kad bi se ukočio preklopnik između druge treće pozicije, aktivirao bi se srednji i elektromagnet bliži vratu. Ovaj trik je često korišten i Fender je odlučio ponuditi gitare s peterostrukim preklopnikom, pa od 1979. godine to postaje standard u proizvodnji. Mnogi poznati glazbenici, kao na primjer David Gilmour, Rory Gallagher, Mark Knopfler, Bob Dylan, Eric Clapton i Robert Cray, često su zbog težnje nekakvom 'svom' specifičnom zvuku, svirali s ovakvom kombinacijom elektromagneta.
 Originalno, elektromagnet bliži vratu gitare i srednji elektromagnet bili su povezani na tonske potenciometre, dok elektromagnet iznad mosta (koji je nakošen), nije imao kontrolu tona. Ova konfiguracija je značila da kombinacija vratnog i srednjeg potenciometra šalje signal kroz dva potenciometra, što je rezultiralo gubitkom kvalitete tona. Da bi se taj problem nekako riješio, glazbenici su doskočili tako da su modificiranom shemom spajali drugi potenciometar s elektromagnetom bliže mostu gitare. Kod modernih Stratokactera, s prvom tonskom kontrolom povezani su vratni i srednji elektromagnet, dok druga spaja elektromagnet bliži mostu gitare.
Kontrola jačine tona svih elektromagneta regulira se uz pomoć jednog potenciometra. Položaj potenciometara je takav da omogućava lak pristup kontrolama čak i u toku sviranja.
U početku su sva tri elektromagneta bila identična. S popularizacijom korištenja raznih kombinacija elektromagneta, Fender je 1977. godine, zajedno s peterostrukim preklopnikom predstavio i srednji elektromagnet s obrnutim polaritetom. Ovo je omogućilo smanjivanje šuma na pozicijama 2 i 4 (kombinacija elektromagneta). Slična tehnika za reduciranje šuma bila je i ranije poznata i korištena, na primjer kod Gibsonovih dvostrukih elektromagneta i odvojenih elektromagneta na Fenderovim bas-gitarama. Danas se sve Fenderove gitare pridržavaju ove sheme, kako bi smanjile šum elektromagneta.
Kasnije, da bi se dobio jači izlazni signal, prešlo se na korištenje overwound elektromagneta, na mjestu bliže mostu gitare. Razlog je što se ovaj elektromagnet nalazio najdalje u odnosu na maksimalnu amplitudu vibracije žice. Općenito, ovaj tip elektromagneta je postao popularan kod rok gitarista s juga SAD-a i često se nazivaju 'vrući' elektromagnet.
Stratocaster gitare prepoznaju se zbog svog svijetlog, čistog i 'tvangi' tona. Elektromagnet pri vratu ima mekši, puniji i jači ton u odonsu na elektromagnet bliži mostu, koji je oštrijeg i svjetlijeg zvuka. Srednji elektromagnet daje zvuk koji je negdje između ova dva tona elektromagneta.
Od 1959. do 1967. godine gitare Stratocaster isporučivane su s hvataljkom od palisandra, kao i u više boja, uključujući i razne kombinacije boja u stilu surferske i hot-rod kulture, koju su promovirali sastavi kao što su Surfers, The Ventures i The Beach Boys. Jedan od čuvenih predstavnika te kulture je i Dick Dale, koji je svirao na Stratocasteru i zajedno s Leom Fenderom je surađivao i na razvoju pojačala Fender Showman amplifier.
1959. godine prekinuta je proizvodnja vrata gitare od jednog komada javorovog drveta, a iste godine izvršena je promjena u dizajnu ploče, koja je imala na sebi 11 rupa za zavrtanje vijaka. Po preuzimanju Fendera od strane CBS-a 1965. godine, na tržištu se već 1967. godine bile gitare s vratom od javora, na koji je zaljepljena hvataljka, također od javora. I dalje je ostala opcija modela s hvataljkom od palisandra. Dvije godine kasnije, nakon deset godina odsustva s tržišta, Fender ponovo u ponudu vraća vratove od jednog komada javorovog drveta. Po uvođenju Fender Stratocaster ultra serije 1989. godine, u standardnoj ponudi za hvataljku u izboru je i ebanovina, iako je i prije toga u periodu od 1983. – 84. godine izrađena određena količina Elite Stratocaster gitare s hvataljkom od ebanovine.
Od samog početka Stratocasteri su bili opremani s tri elektromagneta, s jednostrukom zavojnicom. Ali, u periodu od 1970. do 1980. godine, postale su popularne modifikacije Stratocaster gitara, gdje je takav elektromagnet zamijenjen s dvostrukim elektromagnetom (naročito na strani mosta). Ovakvi modeli Stratocaster gitare poznati su kao 'debeli stratovi' (Fat Strat). S ovom promjenom ton gitare je puniji, prilagođeniji heavy metal i hard rock glazbi. Zbog popularnosti ovih promjena, Fender ubrzo počinje s proizvodnjom ovakvih modela gitara (dvostrukim elektromagnetom iznad mosta gitare). Ovakva postavka elektromagneta je poznata kao HSS (dvostruki, jednostruki, jednostruki). Osim ovakve postavke elektromagneta kasnije se javljaju i gitare s dva dvostruka elektromagneta (HH), koje su još poznate i kao 'dvostruki debeli stratovi' (Double Fat Strats). Fender je zbog popularnosti dvostrukih elektromagneta počeo izrađivati i odgovarajuće ploče, kao i druge kombinacije elektromagneta kao što su HSH (dvostruki, jednostruki, dvostruki) i HHH (tri dvostruka.)
Od 1998. godine Fender za HSH kombinaciju elektromagneta, svoje vrhunske modele proizvedene u SAD, izrađuje sa šupljinama u tijelu gitare umjesto do tada jedne veće šupljine za ugradnju elektromagneta, koja je još poznata pod nazivom 'bazen' ili 'kada'. Ovo je urađeno zbog povećanja ukupne količine drveta u tijelu gitare, čime se dobije bolji ton, a gitaristima je i dalje ostavljena mogućnost lake ugradnje hambucker elektromagneta.

## Vrijeme CBS-a
1965. godine kompaniju Fender kupuje CBS korporacija. Kupovinom Fendera od strane CBS korporacije izvršene su određene izmjene na gitari radi smanjivanja troškova proizvodnje, što je utjecalo na samu kvalitetu gitara. Samim opadanjem kvaliteta gitara, opala je i popularnost ovih Fenderovih gitara iz tog perioda i povećana je potražnja polovnih i starijih modela koji su se proizvodili prije 1965., godine. Čak i danas ti modeli od prije CBS ere, i u periodu od 1954. do 1958. godine dostižu astronomske cijene, a neki su prodavani i po cijeni od 175.000 USD, uglavnom kolekcionarima iz Japana. Krajem 1984. godine, nakon velikih gubitaka, CBS je donio odluku o prodaji tvrtke, a u ožujku 1985. godine i prodao ju je grupi investitora na čelu s Bill Schultzom.

## Squier modeli (1982. do danas)
U ranim 1980-im godinama rodila se ideja da se izađe u susret i ljudima manje platežne moći i da se svima koji bi se htjeli baviti glazbom to i omogući. Povodom te ideje stvoren je Squier Stratocaster, izvorno napravljen u Meksiku, ali nedugo zatim, 1982. godine, Fender proizvodnju ovih modela seli u Japan. Općenito, Skvajer modeli su znatno jeftiniji i prvenstveno su namenjeni glazbenim početnicima i amaterima. Smatra se da je u periodu od 1984. do 1986. godine čak 80% Fenderovih gitara proizvedeno u Japanu. I danas postoji proizvodnja Fenderovih gitara u Japanu, ali uglavnom za japansko tržište, izuzimajući par modela koji su dostupni i na drugim tržištima. Squier modeli su se izrađivali u određenim periodima i u SAD-u i u Južnoj Koreji, dok se danas Squier modeli proizvode u Kini.

### Squier Stratocaster
Squier Stratocaster, kao Fenderov brand, proizvodi i prodaje tvrtka Squier.
U tvorničkim pogonima Indonezije i Kine model Standard Squier Stratocaster proizvodi se u velikim količinama. Sirovina za proizvodnju obično je lako dostupna šumska građa lokalnog terena. U cilju smanjivanja cijene proizvodnje, u proizvodnom procesu pri izradi ugradbene opreme koristi se sirovina upitne kvalitete, a tijela ponekih modela gitara nisu izrađena iz jednog komada drveta, nego se ono sastoji od dva ili tri (kao šperploča) čvrsto lijepljena sloja.

## Trenutni modeli
Od 2007. godine Fender nudi širok izbor Stratocaster gitara zajedno s reizdanjima čuvenih serija, a preko Fender Custom Shopa moguće je naručiti gitare i po posebnom zahtijevu. Tko želi može naručiti i  replike starih modela gitara. Korištenjem posebne tehnologije koju je razvila kompanija Fender, čak postoji mogućnost opremanja originalnom elektronikom i nanošenja umjetne hrđe i patine, kako bi se dobio poseban stariji izgled gitara. Fender danas svoje modele proizvodi u tvornicama u SAD (Corona, California), (Ensenada Baja California) u Meksiku, u Japanu, i Južnoj Koreji. Modeli koji se proizvode u SAD u svom nazivu imaju riječ 'američki' (American) i većina glazbenika ih smatra kvalitetnijim u odnosu na ostale modele.

### American Deluxe Series
Fender American Deluxe Series stratokaster dolazi s raznolikim suvremenim opcijama kao što su: Fender DH-1 s dvostrukim elektromagnetom na poziciji bliže mostu, američkim 2-point vibrato mostom (Fender / Flojd Rose) i s LSR role gornjom kobilicom, zaključavajućim mašinicama i na nekim modelima Samarium Cobalt Noiseless bešumnim elektromagnetima sa S-1 preklopnikom. Gitare proizvedene prije 2004. godine opremane su s Vintage Noiseless bešumnim elektromagnetima.

### American Series
Američka Stratocaster serija proizvodi se s tijelima od jasena i johe. Na tijelu gitare su tri jednostruka moderna elektromagneta s jednim namotajem i 'Delta Ton' sistemom (koji uključuje elektromagnet pri mostu s visokim izlazom, i srednjim elektromagnetom s obrnutim polaritetom ). Proizvodnja hard tail verzija je prekinuta 2007. godine. Od 2003. godine proizvodi se HSS verzija s Diamondback dvostrukim elektromagnetom i dva Tex-Mex elektromagneta s jednim namotajem i S-1 preklopnikom.

### Vintage Hot-Rod Series
Serija ima izgled starih gitara, ali s modernim detaljima i opremom, kako bi se postigao što kvalitetniji zvuk. Izgledom modeli podsjećaju na gitare iz 50-ih i 60-ih godina, ali s nešto ravnijom hvataljkom, većim pragovima kako bi bolje zvučala s modernom elektronikom.

### American Special Series
Ova serija modela Stratocastera se proizvodi isključivo u SAD-u i ova serija predstavlja kombinaciju modernih i klasičnih tehnologija u izradi ovih vrhunskih gitara. U ovim serijama koriste se atipični materijali za proizvodnju modela, kao na primjer: mahagonij pri izradi tijela, floyd rose mehanizmi, dvostruki Atomik 2 elektromagneti, P-90 elektromagneti i sl.

### VG Stratocaster
Fender je ovaj model dizajnirao zajedno s japanskom kompanijom Roland. Predstavljena je 2007. godine i ima dva dodatna potenciometra, kojim se u nekim modelima omugućava automatska promjena štima, kao i mogućnost promjene tona gitare. Gitara ima mogućnost emulacije tonova od standardnog stratokastera do tona telekastera, ugradbu dvostrukog elektromagneta i asimilaciju tona akustične gitare. 1. travnja 2009. godine prestala je proizvodnja ovog modela.

### Road Worn Series
To su reizdanja modela Stratocastera iz 60-ih godina (s hvataljkom od palisandera) i 50-ih godina (s hvataljkom od javora), Tex-Mex elektromagnetima, tijelom od javora i obojane nitroceluloznim lakom. Ove gitare su obrađene posebnom tehnikom, tako da izgledaju i djeluju pohabano, čime se stvara utisak starih instrumenata.

### Blacktop Series
Ova meksička serija gitara poznata kao Mexican Black Top Stratocaster HH proizvedena je u rujnu 2010. godine. U ovaj model ugrađena je kombinacija od dva Alnico dvostruka elektromagneta s poklopcima od kroma. Ostale značajke uključuju vrat gitare koji je izrađen od javora, s hvataljkom u koju su umetnuta 22 polja. Radijus vrata iznosi 241,3 mm. Tijelo gitare je puni model, izrađeno od johe u poliester završnici visokog sjaja. Kontrolni potovi i ostala oprema je od kroma.

Model je od 2011. godine također dostupan s Floyd Rose Special sustavom zaključavanja.

### Pawn Shop Series
Fender je u ožujku 2011. godine predstavio Fender Pawn Shop seriju modela proizvedenih u Japanu, s ugrađenim komponentama i tipičnim izgledom na modele iz 60-ih, ili 70-ih godina. Na tržištu su bila dostupna tri modela, od kojih su se dva temeljila na modelu Stratocaster. Modeli Fender '51 imaju tijelo Stratocastera, a vrat "C" oblik dizajna, kao Telecaster modeli gitare. Hvataljka na vratu izrađena je od javora. Konfiguraciju elektromagneta čini Texas Special jednostruki elektromagnet na poziciji bližoj vratu gitare i Fender Enforcer dvostruki elektromagnet bliži mostu gitare. Od 1970. godine modeli su s "fiksnim" mostom i bijelom pločom na tijelu gitare. Modeli iz 1972. godine su poluakustični Strat modeli s ugrađena dva dvostruka elektromagneta. Tijelo gitare ističe prepoznatljivi "F" otvor, sa zasebnim potovima na kontrolnoj pločici. Vrat gitare dizajniran je u Telecasterovu stilu.

### Factory Special Run Series (FSR)
U ovu grupu pripada ograničena proizvodnja Fender Stratocaster modela, koji su u svojoj osnovi često jedan od gore spomenutih modela, ali s pridodanim posebnim značajkama, kao što je uporaba posebnih boja i tehnike završnica, slaganje i ugradba specifične konfiguracije elektronike (elektromagneta), pa do mehanike i ostale opreme. Inače, FSR modeli (osim rijetkih primjeraka proizvedenih u Coroni, USA) obično se proizvede u meksičkim pogonima.

## Modeli koji se više ne proizvode

### Highway-1 Series
Prvi put je predstavljena 2002. godine i redizajnirana 2007. godine. Konceputalno je bila bazirana u cjenovnom rangu Standard Američke serije instrumenata. Model predstavlja reizdanje gitara iz vremena CBS-a, iz 60-ih i 70-ih godina. Serija proizvedena u SAD-u obojana je nitroceluloznim lakom, u satenskom finišu. Ugrađena oprema slična je kao i u Američkoj seriji. U redizajnu iz 2007. godine novi je dizajn glave gitare, koja je sada nešto veća u odnosu na ostale modele i više podsjeća na modele iz vremena CBS-a.

### Floyd Rose Classic
Floyd Rose Classic Stratocaster proizvodio se od 1992. – 2003. godine, a sadržavao je originalni model Floyd Rose tremolo sustav za zaključavanje mosta. Konfiguraciju ugrađenih elektromagneta čine kombinacija gitara s HSS (Fenderov DH-1 dvostruki i dva Delta Tone jednostruka) i s HH (dva dvostruka Fenderova DH-1 modela elektromagneta).

Modeli proizvedeni prije 1998. i do 2007. godine imaju ugrađene DiMarzio PAF Pro elektromagnete. Također, ovdje su uključeni i Strat-O Sonic modeli gitara (tijelo izrađeno od mahagonija), Black Dove modeli gitara s P-90 Soap Bar i Atomic II dvostrukim elektromagnetima.

## Potpisani modeli
Fender u svojoj ponudi ima veliki izbor potpisanih modela, koji svojim specifikacijama odgovaraju gitarama koje sviraju umjetnici različitih profila. Postoje posebno potpisani modeli gitara koje se proizvode samo u Custom shopu, i one se razlikuju od istih produkcionih modela. Po pravilu su ti modeli urađeni konstrukcijski puno bolje i od boljih materijala, što ih čini znatno skupljim.
Iznimnu čast da Stratokaster gitare nose njihove ime dobili su: Jeff Beck, Ritchie Blackmore, Eric Clapton, Billy Corgan, Dick Dale, Tom Delonge, Dejvid Gilmor, Buddy Guy, Eric Johnson, Dave Murray, John Mayer, Mark Knopfler, Yngwie Malmsteen, Stevie Ray Vaughan, Kenny Wayne Shepherd, Jimmie Vaughan.

## Poznati glazbenici
- Dave Murray (Iron Maiden)
- Yngwie Malmsteen
- Ian D'Sa (Billy Talent)
- Buddy Guy
- Jimi Hendrix
- Toni Lakner (The Chance)
- Glenn Tipton (Judas Priest)
- Hank Marvin (The Shadows)
- George Harrison
- Buddy Holly
- Trevor Rabin (Yes)
- Billie Joe Armstrong (Green Day)
- The Edge (U2)
- Kurt Cobain
- Adrian Smith (Iron Maiden)
- John Frusciante (Red Hot Chili Peppers)
- Robert Cray
- Janick Gers (Iron Maiden)
- Jimmy Page (Led Zeppelin)
- Mike McCready (Pearl Jam)
- Frank Zappa
- Tommy Bolin (Deep Purple, Zephyr)
- Jeff Beck
- Jean-Pierre Danel
- Albert Hammond, Jr. (The Strokes)
- Bo Winberg (Spotnicks)
- Tony Joe White
- Lasse Wellander
- Janne Schaffer
- John Norum (Europe)
- F.R David
- Peter Puders
- Mark Knopfler (Dire Straits)

## Vanjske poveznice
- Službeni portal Fendera